# Shelleys honingzuiger
Shelleys honingzuiger (Cinnyris shelleyi; synoniem: Nectarinia shelleyi) is een zangvogel uit de familie Nectariniidae (honingzuigers). Deze vogel is genoemd naar de Britse ornitholoog George Ernest Shelley.

## Verspreiding en leefgebied
Deze soort komt voor in centraal Afrika en telt twee ondersoorten:
- C. s. shelleyi: van zuidoostelijk Congo-Kinshasa tot zuidoostelijk Tanzania, oostelijk Zambia, Malawi en noordelijk Mozambique.
- C. s. hofmanni (Hofmanns honingzuiger): oostelijk Tanzania.

## Status
De grootte van de populatie is niet gekwantificeerd maar de soort wordt omschreven als schaars tot plaatselijk algemeen in Tanzania. Op de Rode lijst van de IUCN heeft deze soort de status niet bedreigd.